# Atlantida (Hvězdná brána)
Jedná se o ztracené město Antiků, které se původně nacházelo na Zemi a bylo poslední z měst, jež Antikové postavili. Před pěti až deseti miliony let se však Antikové rozhodli kvůli epidemii na planetě Zemi opustit a s městem odletěli do galaxie Pegasus, aby tam začali budovat nové civilizace.
Město je mezihvězdným plavidlem a ve své spodní části má motory pro cestování hyperprostorem. Je napájeno třemi ZPM, které jsou potřebné pro napájení jednotlivých systémů města (energetické štíty, obranné systémy, hyperpohon, atd.). V galaxii Pegasus byli Antikové poraženi Wraithy, kteří nad nimi měli početní převahu, a proto se, předtím než Atlantis opustili, rozhodli město potopit pod moře. Když expedice doktorky Weirové Atlantis našla, bylo stále pod mořem. Poté, co se jejich příchodem město probudilo, došlo ke zatížení již tak vybitého ZPM, které se brzy dostalo pod kritickou hranici a město se vynořilo. Jelikož vynořením došlo ke spotřebě veškeré zbylé energie, byl běžný chod města dále zásoben energií z naquadahových generátorů, která však nestačila pro obranu města.
Ochranou města je energetický štít, který je napájen ZPM. Štít dokáže odolat jakémukoliv útoku, ale doba po kterou může být vztyčený je úměrná množství energie, které je v ZPM. Celkem mohou být zapojena maximálně tři ZPM. Obranný systém má město podobný, jaký byl nalezen na základně Antiků na Antarktidě. Sestává z kontrolního křesla, jehož pomocí mohou být vystřelovány drony.
Nejdůležitější částí města je jeho ústřední část s centrální věží, ve které se nachází řídící místnost s bránou. V této části města se rovněž nachází hangár pro puddle jumpery, což jsou malé antické lodě schopné cestovat hvězdnou bránou. Z hangáru lze tunelem vyletět vrchní částí z města nebo se lze dostat do kontrolní místnosti s bránou.
Adresa brány je:  

                       

## Části města Atlantis
Místnost s bránou – je atlantská místnost s bránou; je obrovská a tudíž vhodná jako shromaždiště před odchodem pro skupiny vojenských jednotek nebo obrovské expedice. Hvězdná brána je umístěna na vyvýšené plošině, která umožňuje přístup z mnoha různých stran pro případ včasné zdravotnické pomoci nebo náhlé evakuace personálu. Před bránou je několik schodišť, po kterých se lze snadno a rychle dostat přímo do řídících a konferenčních místností. Ve druhém podlaží se na každé straně nachází malá terasa s vyhlídkou na bránu a otevírací strop umožňuje jumperům snadný
přístup k bráně.
Řídící (operační) místnost – se rozprostírá napříč, nad okolím brány. Místnost je řídícím centrem pro celou atlantskou základnu. Je vybavena množstvím řídících stanic umožňujících monitorování a správu základny. V místnosti se také nachází antická verze D.H.D, která umožňuje pomocí tlačítek vytáčet stargate adresy. Odsud může také personál kontrolovat silové pole před bránou (obdoba pozemské iris), nahlížet do antické databáze adres, spravovat rozdělení energie dodávané městu a městské komunikační systémy a mnoho dalšího.
Projekční místnost – Tato místnost obsahuje velké 3rozměrné holografické rozhraní, které umožňuje uživateli pozorovat zaznamenané informace. V této místnosti může být promítána historie Antiků stejně jako jejich hvězdné mapy a mnoho dalšího pomocí ovládacího panelu před projekční konzolí. Strop je perfektně přizpůsoben pro zobrazení pozice Atlantisu v Pegasuské galaxii, stejně jako světy, které byly osídleny lidskou formou života před mnoha tisíciletími.
Lékařské oddělení – oddíl města určený pro nemocné a zraněné pacienty, kteří vyžadují neustálou péči a dozor. Zařízení je také velice dobře vybaveno pro biologický výzkum, například umělé vytvoření antického genu a jeho implantace dalším osobám nebo rozbor nebezpečných biologických virů. Oddělení je vedeno doktorem Carsonen Beckettem, právě díky jemuž byl antický gen uměle vytvořen a úspěšně odzkoušen.
Hangáry pro puddle jumpery – Atlantis je vybaven rozlehlým kruhovým hangárem pro Puddle Jumpery, který je složen z mnoha podlaží určených pro tato malá plavidla. Tato místnost je umístěna přímo nad místností s bránou. Pilot si vybere loď a přesune se s ní doprostřed místnosti, kde se pod ním rozevře podlaha a on může sestoupit přímo před bránu, což mu umožní snadný průlet bránou. Lodní ovládání samozřejmě umožňuje i otevření střechy hangáru, kudy lze vyletět pryč z města. Další hangár s puddle jumpery se nachází pod mořskou hladinou. Tento hangár se objevuje v dílu Návrat druhá část. Jsou zde troje vrata k odletu či příletu jumperů z podvodního hangáru. Tlak v podvodním hangáru se ovládá ze speciální místnosti nad hangárem, z které lze sledovat pohyb v hangáru. Podvodní hangár je naplněn vodou, dokud voda není vytlačena vzduchem a lidé z jumperu mohou konečně vyjít ven. Pod ovládací místností se nachází teleportační místnost a žebříky. Díky žebříku se lze dostat nad řídící místnost podvodního hangáru a nebo transportérem kamkoli do města.
Konferenční místnost – je jednoduchá místnost s velkým stolem, kde tým pravidelně před každou misí podstoupí nezbytný briefing a další důležité schůzky a jednání. Konferenční místnost je napříč místností s bránou a přímo přístupná z řídící místnosti. Řada členitých dveří se otevírá do teras odkud je přímo vidět hvězdná brána.
Místnost rady antiků – v době, kdy na Atlantidě ještě žili antikové, byla tato místnost zasedací místnost jakéhosi řídícího orgánu antiků, poté co na Atlantidu přišla expedice, tato místnost slouží podobně jako konferenční místnost jednáním a poradám. Tato místnost je vybavena dotykovou obrazovkou a několika stoly s židlemi. Místnost je pravděpodobně umístěna vedle "operačního"a "konferenčního" nad místností s branou v centrální věži. Řada členitých dveří se otevírá do teras odkud je přímo vidět hvězdná brána.
Obytné prostory – Atlantis je podpořen nespočtem personálu a jelikož Antikové byli také lidé, nemohlo být ubytování pro členy expedice ze Země lepší než to, které po sobě Antikové zanechali. Některé místnosti obsahují několik postelí pro několik jedinců, například pro rodiny. Místnosti pro jednotlivce jsou samozřejmě o něco menší.
Zemnící stanice – Atlantis má mnoho hromosvodů, všechny vedou energii z blesků do 4 uzemňovacích stanic. Ty veškerou energii prostě svedou do moře. Pokud by však byli všechny zemnící stanice vyřazeny, energie by se začala kumulovat v chodbách, které jsou zhotoveny ze supravodivých materiálů, což by mohlo mít nedozírné následky.
Motory hyperpohonu – Atlantis je vybaven generátorem hyperpohonu, díky kterému je schopen i mezigalaktických letů. Spotřeba energie pro takovéto lety je však enormní.
Vězení – má vestavěný ochranný štít, který ochraňuje ostatní osoby stojící u ní proti vězňům. Ochranný štít se automaticky vypne po otevření dveří cely.
Transportéry – jsou rozmístěny v klíčových oblastech Atlantidy a fungují také jako výtahy. 
Energetický štít brány – je integrovaná ochrana brány, kterou lze aktivovat stiskem tlačítka na DHD. Tento štít je jakousi obdobou pozemské IRIS. Jeho přítomnost je vzhledem k mnohaleté válce s Wraithy logická, nebýt štítu byla by Atlantida jen další Wraithskou kolonií.
Energetické centrum města – je místnost s několika přístupovými terminály a panelem se sloty pro 3 ZPM. Prostřednictvím terminálů lze z tohoto stanoviště regulovat zásobení města energií a rovněž spotřebu energie. Nachází se ve spodní části centrální věže.
Biometrické senzory zobrazují polohu veškerých živých organismů na Atlantis. Senzory dokáží také na základě přijímaných informací odlišit od sebe různé druhy životních forem.
V Atlantidě se ještě nachází několik vědeckých laboratoří. Mnoho z těchto zařízení se nachází přímo ve velící věži. Město samo o sobě je tak obrovské, že ještě nebylo z velké části prozkoumáno a určitě ještě obsahuje mnoho antických zařízení, které čekají na prozkoumání a využití druhou evolucí lidského druhu.